# هری آرتر
هری نیکولاس آرتر (انگلیسی: Harry Nicholas Arter؛ زادهٔ ۲۸ دسامبر ۱۹۸۹) بازیکن فوتبال اهل جمهوری ایرلند است که برای باشگاه ناتینگهام فارست بازی می‌کند.
از باشگاه‌هایی که در آن بازی کرده‌است می‌توان به چارلتون اتلتیک، استاینز تاون، ولینگ یونایتد، ووکینگ، ای.اف. سی بورنموث، کارلایل یونایتد، کاردیف سیتی و فولام اشاره کرد.
وی همچنین در تیم ملی فوتبال جمهوری ایرلند بازی کرده‌است.